# Круча (деревня, Москва)
Круча — деревня в Троицком административном округе Москвы  (до 1 июля 2012 года в составе Подольского района Московской области). Входит в состав поселения Роговское.

## Население
Согласно Всероссийской переписи, в 2002 году в деревне проживало 5 человек (2 мужчины и 3 женщины). По данным на 2005 год в деревне проживало 4 человека.

## Расположение
Деревня Круча расположена примерно в 40 км к юго-западу от центра города Подольска. Ближайшие населённые пункты — деревни Рождественно, Климовка и Горнево.